# Bùi Xương Trạch
Bùi Xương Trạch (chữ Hán: 裴昌澤; 1451 - 1529) là quan nhà Lê sơ trong lịch sử Việt Nam. Ông là một thành viên của gia tộc họ Bùi làng Thịnh Liệt nổi tiếng ở Hà Nội.

## Sự nghiệp
Bùi Xương Trạch người làng Định Công, quận Hoàng Mai, Hà Nội. Từ nhỏ ông vừa làm việc đồng áng vừa chăm chỉ học hành, thường bắt đom đóm cho vào túi để lấy ánh sáng đọc sách.
Năm 28 tuổi ông đỗ tiến sĩ khoa Mậu Tuất (1478) triều Hồng Đức (Lê Thánh Tông). Khi bảng yết tên ông được công bố, ông vẫn đang cày ruộng, việc này khiến ông được mọi người trong làng coi trọng.
Lê Thánh Tông cho ông vào làm việc trong Viện Hàn lâm. Khi Thánh Tông đi đánh Chiêm Thành (1471), ông theo ra trận, coi việc quân có góp công.
Mùa đông năm 1489, ông vâng mệnh đi sứ Trung Quốc cống nhà Minh. Năm 1493, ông vâng mệnh soạn bài ký đình Quảng Văn. Bài văn hay nổi tiếng, được vua Thánh Tông khen thưởng và còn được truyền lại đến nay.
Thời Lê Hiến Tông, ông được thăng làm Hiệu thư Đồng tác, rồi đổi sang làm Thiêm đô ngự sử, Thượng thư bộ Binh, Tế tửu Quốc Tử Giám coi việc tòa Kinh diên... cũng như Thượng thư Trưởng Lục bộ (một chức vụ quan trọng điều khiển cả sáu bộ, tương đương như Tể tướng) kiêm Đô Ngự sử, và được vua phong tước Quảng Văn Hầu. Ông nổi tiếng là người thanh liêm, được nhiều người kính phục.
Năm 1520 thời Lê Cung Hoàng, ông đã 70 tuổi, bèn xin nghỉ hưu. Khi đó Mạc Đăng Dung đã khống chế triều đình nhà Lê và tới năm 1527 thì giành ngôi nhà Lê. Năm 1529 thời Mạc Thái Tổ, ông qua đời, thọ 79 tuổi. Về sau nhà Lê trung hưng truy phong tặng ông chức Thái phó, tước Quảng Quốc công và tên hiệu là Văn Lượng.
Tác phẩm nổi tiếng của Bùi Xương Trạch là bài ký Quảng Văn Đình.
Hiện nay tên của Bùi Xương Trạch được đặt cho một con phố thuộc địa giới quận Hoàng Mai và Thanh Xuân, Hà Nội. Phố Bùi Xương Trạch có vị trí từ cuối phố Khương Trung đến điểm giao cắt với phố Định Công Thượng.

## Các con cháu
Con cả của Bùi Xương Trạch là Bùi Trụ đỗ trúng thức, làm quan nhà Mạc đến chức Tán lý, Thượng thư, sau đó theo Lê Bá Ly về quy thuận nhà Lê trung hưng (năm 1551), được phong làm công thần.
Con thứ ba của ông là Bùi Vĩnh đỗ Bảng nhãn khoa Nhâm Thìn (1532) đời Mạc Thái Tông.
Cháu nội ông là Bùi Bỉnh Uyên cũng theo bác là Bùi Trụ về với nhà Lê trung hưng và trở thành đại thần nhà Hậu Lê.